# Sant Llorenç de la Muga
Sant Llorenç de la Muga är en kommun i Spanien.   Den ligger i provinsen Província de Girona och regionen Katalonien, i den östra delen av landet, 600 km öster om huvudstaden Madrid. Antalet invånare är 248. Arean är 32 kvadratkilometer. Sant Llorenç de la Muga gränsar till Maçanet de Cabrenys, Albanyà, Cabanelles, Terrades och Darnius. 
Terrängen i Sant Llorenç de la Muga är huvudsakligen kuperad, men åt nordost är den platt.